# 中華民國簽證政策
中華民國簽證政策根據中華民國法律規定，入境中華民國之外國人，除非另有規定，均須申請與旅行目的相符之簽證。未曾在中華民國自由地區設有戶籍的中華民國國民亦需許可證方可入境台灣。
由於海峽兩岸的特殊關係，中華民國與中華人民共和國的憲法效力所及範圍皆法定為對方之國疆，目前中華民國將國疆分為大陸地區、港澳地區與臺灣地區，臺灣地區為中華民國憲法效力所及之範圍，前兩者為中華人民共和國憲法效力所及之範圍。中華民國不把中國大陸人民和港澳地區居民歸類為外國人，申請入境中華民國的文件是中華民國臺灣地區入出境許可證，法律上不歸類為簽證，但實際上是與簽證相同法律效力的入國核許文件。台灣地區無戶籍國民如使用中華民國護照入境，必須提前申請有效的入境許可協同入境。
中華民國的簽證依入境目的及身分分為停留簽證（VISITOR VISA）、居留簽證（RESIDENT VISA）、外交簽證（DIPLOMATIC VISA）及禮遇簽證（COURTESY VISA）四類，停留簽證係在台停留期間在180天以內的短期簽證，居留簽證則為在台停留期間為180天以上的長期簽證。中華民國政府根據平等互惠原則，針對開放中華民國護照持有人得享免簽證或落地簽證待遇之國家，則給予相對之簽證優惠待遇。

## 中華民國簽證政策圖

中華民國簽證政策
中華民國實際控制區
90天免簽證
30天免簽證
14天免簽證
落地簽證
電子簽證
入出境许可证(非簽證)
需要簽證

## 免签证待遇

### 條件
下列國家國民，需滿足以下條件，才能獲得免簽證待遇：
- 所持護照尚餘6個月以上效期（日本、美國（含緊急護照）效期僅須長於擬停留日期即可）；
- 所持护照并非緊急護照／臨時護照（美国除外）；
- 持有已訂妥，用以離開中華民國國內之回程或轉往下一目的地之機／船票。

### 適用國家
目前共有67个国家的國民（包括12个邦交国），入境中華民國无需办理签证。

#### 14天
| - 菲律賓（至2026年7月31日） - 泰國（至2026年7月31日） - （至2026年7月31日） |

#### 30天
| - 马来西亚 - 新加坡 - 瑙鲁 - 圣基茨和尼维斯 - 圣卢西亚 |

#### 90天
| 亞太地區（7國）： - 日本 - 新西兰 - 马绍尔群岛 - 帛琉 亞西地區（1國）： - 以色列 | 北美地區（2國）： - 美国 - 加拿大 中南美地區（6國）： - 智利 - 海地 - 尼加拉瓜 - 巴拉圭 | 歐洲地區（39國）： - 欧盟护照和欧洲自由贸易联盟护照者，共31國 - 英国[2] - 阿尔巴尼亚 - 安道尔 - 科索沃 - 摩納哥 - 圣马力诺 - 梵蒂冈 - 北馬其頓（至2030年3月31日） | 非洲地區（1國）： |

### 外交及公務護照免簽證
外交及公務護照免簽證前置條件同普通護照，
限制條件：不適用於具有中華民國國籍或依中華民國法律不視為外國人者，例如但所持梵蒂岡外交及公務護照之國籍欄登載為中華民國（TWN）、中國大陸（CHN）、香港（HKG）或澳門（MAC）者均不適用。

#### 30天
| - 马来西亚 - 新加坡 |

#### 90天
| - 奥地利 - 安道尔 - 比利时 - 保加利亚 - 加拿大 - 智利 - 賽普勒斯 - 捷克 - 丹麦 - 爱沙尼亚 - 芬兰 | - 法國 - 德国 - 希腊 - 海地 - 聖座 - 匈牙利 - 冰島 - 愛爾蘭 - 以色列 - 義大利 - 日本 - 拉脫維亞 - 列支敦斯登 | - 立陶宛 - 盧森堡 - 馬爾他 - 马绍尔群岛 - 摩納哥 - 瑙鲁 - 荷蘭 - 新西兰 - 北馬其頓（至2025年3月31日） - 挪威 - 帛琉 - 巴拉圭 - 波蘭 - 葡萄牙 | - 羅馬尼亞 - 圣基茨和尼维斯 - 圣卢西亚 - 圣马力诺 - 斯洛伐克 - 斯洛維尼亞 - 西班牙 - 瑞典 - 瑞士 - 英国 - 美国 |

### 亞太經合會（APEC）商務旅行卡
凡持有亞太經合會商務旅行卡，且該卡片為中華民國政府所認可（卡片背面「可通行國家（Valid For）」標記有TWN字樣）者，視同持用有效簽證，持卡者本人可持憑護照及該卡於中華民國停留三個月。适用国家的國民包括：
| - 智利 - 印度尼西亞 - 日本 - 马来西亚 - 墨西哥 | - 新西兰 - 秘魯 - 菲律賓 - 俄羅斯 - 新加坡 - 泰國 - 越南 |  |

注：中华人民共和国、香港虽然是该组织的参与者，但中國大陸及香港两地居民并不能使用APEC商务旅行卡入境台湾地區，需办理中華民國臺灣地區入出境許可證（“入臺证”或“入金证”）方可入境。
持有该卡的人士可使用“APEC商務旅行卡特别通道”快速通关，目前提供该服务的机场包括台湾桃园国际机场和高雄国际机场和松山機場。

### 限制
免簽證待遇僅適用於持規定效期以上（一般為6個月，日本國護照基於雙邊互惠原則為免簽90天效期以上，美国护照效期僅須長於擬停留日期即可）護照旅客，且除非另有規定，否則停留期間不得延長，旅客須於免簽證效期內出境。以免簽證進入中華民國但逾期停留者，除限期出境外，該旅客於出境後一年內不得以免簽證待遇進入中華民國，而須申辦中華民國簽證。

## 落地簽證
符合以下申請落地簽證規定資格者，得於入境中華民國時向各口岸外交部領事事務局申辦落地簽證。惟即便合乎規定，簽發簽證仍係一國主權之行使，領務局保有發證准駁權，未獲准簽發簽證者仍應依規定離境，辦妥簽證後再入境。

### 互惠國相互提供落簽待遇
基於雙方互惠規定，以下國家國民持有效護照，效期六個月以上者，得於臺灣桃園國際機場、臺北松山機場、臺中機場、高雄國際機場入境時申辦落地簽證：
- 土耳其（免申请费，可停留30天）

### 免簽證國家國民
適用免簽證入境中華民國之各國國民（美國除外）持用紧急护照／临时护照，且效期達六個月以上者，可於抵達中華民國之國際機場或港口之外交部領事事務局辦公室或相關機關申请落地签证。其他免簽證國家公民若持一般護照，效期未符免簽證資格者，雖仍得向各口岸領事事務局申辦落地簽證，惟領務局保有發證與否之權力，未獲准簽發簽證者仍應依規定離境。

## 电子签证
2016年1月12日起，中華民國外交部宣布正式实施「電子簽證」（eVisa），适用人士包括：
- 17个国家的國民（* 表示免簽證費[8]）：

| - 巴林 - 布吉納法索 | - 哥伦比亚*[9] - 多米尼克 | - 科威特 - 模里西斯* - 蒙特內哥羅* | - 阿曼 - 巴拿马* - 秘魯* | - 沙烏地阿拉伯 - 所罗门群岛* | - 土耳其* - 阿联酋 |
- 不限國別：應邀參加由中央政府機關主辦、協辦或贊助之國際會議、賽事或商展活動者。[7]
- 柬埔寨、印度、印尼、老挝、缅甸、越南：透過主管機關交通部觀光署指定旅行社依據「東南亞國家優質團客來臺觀光簽證作業規範」申請來臺旅遊團客。[7]
- 孟加拉、不丹、印度、伊朗、尼泊尔、巴基斯坦、斯里蘭卡籍人士經外貿協會駐當地機構之推薦者。[7]

## 簽證便利化

### 東南亞國家人民來臺先行上網查核（有條件式免簽）
中華民國政府為增進與鄰近東南亞國家之互動，針對下述六國實施特殊簽證政策。自2009年3月1日起，凡持下述六國有效護照，並同時持有效美國、加拿大、英國、日本、澳洲、紐西蘭、韓國及歐盟申根區等國其中之一國之（一）永久居留證(權)者，或（二）有效簽證（包含電子簽證）者，得透過移民署網站，網路申辦來台許可，每次得免簽證停留14天。以此方式入境時，須持有效護照、出示上列認可國家之有效簽證或永久居留證及於移民署申請並列印之許可文件，方得准許入境，惟移民署保有最終審核之權利。
2013年5月9日發生菲律賓海巡以機槍射殺一名臺灣漁民之廣大興事件，中華民國政府曾一度中止菲律賓國民透過此方式申請來台許可，唯已於同年8月8日起恢復，菲律賓籍人民得再度適用線上免簽證查核系統申辦來台許可。2018年8月1日至2020年7月31日給予菲律賓完整免簽證待遇。

#### 適用國家
-  印度尼西亞
-  印度
-  越南
-  柬埔寨
-  緬甸

## 入出境章戳
- 美國護照上1989年簽發的中華民國簽證及中華民國入出境章
- 2012年簽發的中华民国签证，该签证印有台湾蓝鹊图案
- 泰国护照上2015年簽發的中華民國簽證
- 缅甸护照上2024年簽發的中華民國簽證
- 2007年中華民國入境章
- 2008年中華民國入境章
- 中華民國臺灣地區入出境許可證上的2013年中華民國入出境章
- 2014年中華民國出境章
- 2016年搭乘渡輪入境的中華民國入境章
- 2018年中華民國出境貼紙
- 2023年新版中華民國入境章
- 2023年新版中華民國出境章
- 中華民國臺灣地區入出境許可證上的新版中華民國入出境章
- 中华民国入国登记卡

## 台湾就业金卡
2018年，《聘用外籍人才条例》通过台湾就业金卡。 除签证外，金卡还包含开放式工作许可证和居留许可证，允许持有人在台湾居住和工作长达三年。所有外国人，包括香港和澳门永久居民都有资格申请。该卡旨在吸引科技、教育、文化艺术、体育、法律、建筑和其他对台湾经济有利的领域的经验丰富的专业人士。 申请人必须通过技能资格程序，包括提交文件以验证其主张。

## 打工度假簽證
中華民國政府為鼓勵外國青年入境度假，同時藉由打工減輕度假期間之生活負擔並體驗異國生活文化，目前與上述各國簽有青年打工度假協定，符合規定之青年均可申請打工度假簽證前往中華民國旅遊並從事短期工作。目前中華民國已經與18個國家簽署度假打工協議，亞太地區有紐西蘭、澳大利亞、日本及韓國等4國；西亞地區有以色列；北美地區有加拿大；歐洲則有高達12個國家與中華民國簽署，包括：德國、英國、愛爾蘭、比利時、斯洛伐克、波蘭、匈牙利、奧地利、捷克、法國、盧森堡及荷蘭。

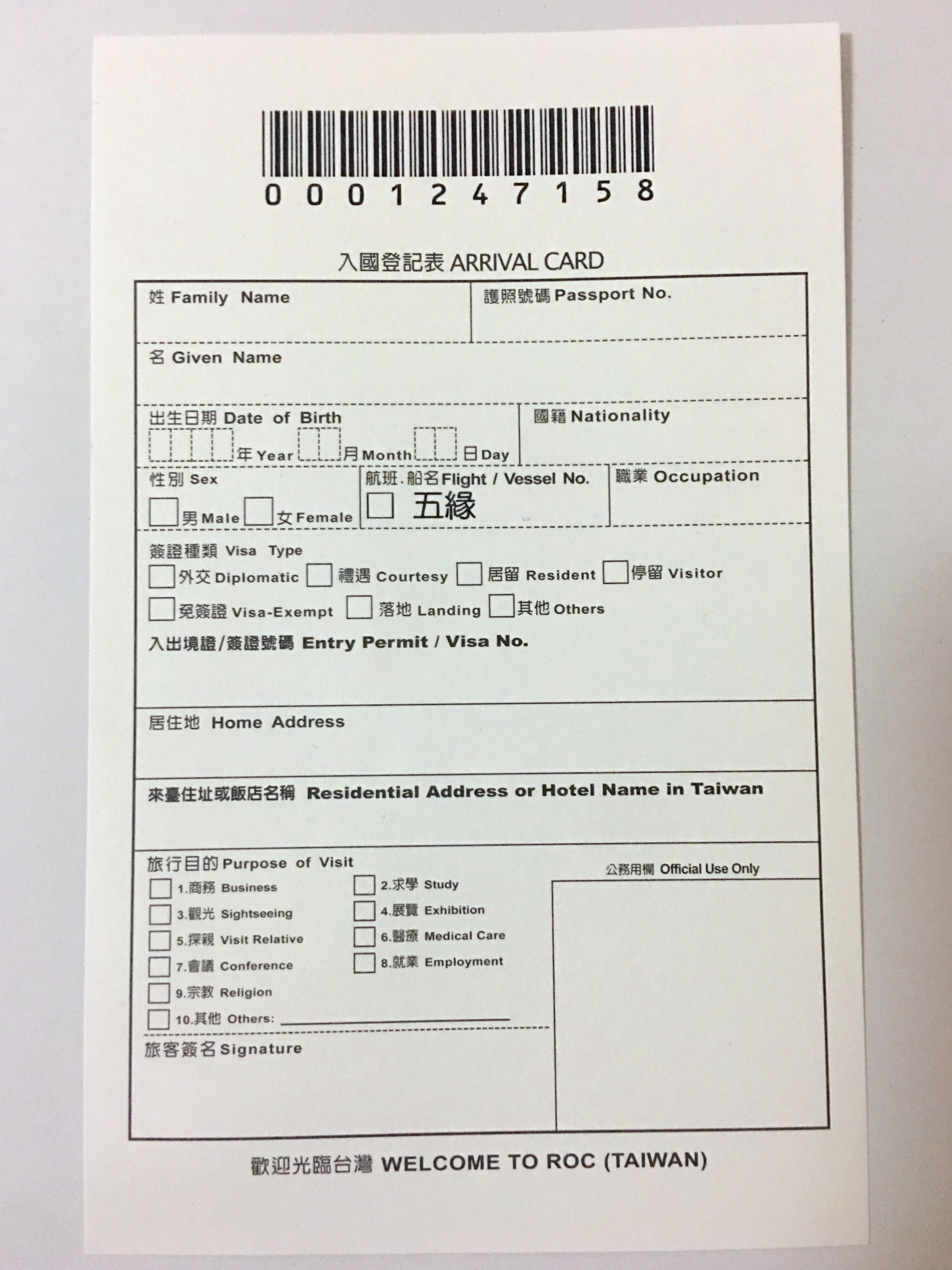
在金门水头码头获取的带有“五缘”船名默认选项的中华民国入国登记表

### 協定國家列表
| 國家     | 國家（原名）                                                                                             | 簽定日期 | 名額       | 年限                   |
| -------- | --- | -------- | ---------- | ---------------------- |
|          | Commonwealth of Australia                                                                                | 2004年   | 無名額限制 | 1年，可延第2年，e簽    |
| 新西兰   | New Zealand                                                                                              | 2004年   | 600人      | 1年，e簽               |
| 日本     | 日本国（日語）                                                                                           | 2009年   | 10,000人   | 1年，分2梯次，簽證免費 |
| 加拿大   | Canada（英語）/（法語）                                                                                  | 2010年   | 1,250人    | 1年，分3種             |
| 德国     | Bundesrepublik Deutschland                                                                               | 2010年   | 200人      | 1年                    |
|          | 대한민국（韓語）                                                                                         | 2010年   | 800人      | 1年，簽證免費          |
| 英国     | United Kingdom of Great Britain and Northern Ireland                                                     | 2012年   | 1,000人    | 2年                    |
| 爱尔兰   | Republic of Ireland（英語） Poblacht na hÉireann（愛爾蘭語）                                             | 2013年   | 400人      | 1年                    |
| 比利时   | Koninkrijk België（荷蘭語） Royaume de Belgique（法語） Königreich Belgien（德語）                       | 2013年   | 200人      | 1年                    |
| 匈牙利   | Magyarország                                                                                             | 2014年   | 100人      | 1年                    |
| 斯洛伐克 | Slovenská republika                                                                                      | 2014年   | 100人      | 1年                    |
| 波蘭     | Rzeczpospolita Polska                                                                                    | 2014年   | 200人      | 1年                    |
| 奥地利   | Republik Österreich                                                                                      | 2015年   | 75人       | 1年                    |
| 捷克     | Česká republika                                                                                          | 2016年   | 100人      | 1年                    |
| 法國     | République française                                                                                     | 2016年   | 500人      | 1年                    |
| 盧森堡   | Groussherzogtum Lëtzebuerg（盧森堡語） Grand-Duché de Luxembourg（法語） Großherzogtum Luxemburg（德語） | 2018年   | 40人       | 1年                    |
| 荷蘭     | Koninkrijk der Nederlanden（荷蘭語）                                                                     | 2019年   | 100人      | 1年                    |
| 以色列   | מְדִינַת יִשְׂרָאֵל‎（希伯來語）                                                                                  | 2023年   | 200人      | 1年                    |

## 入出境許可證

### 大陸地区人民
大陸地區人民欲入境台澎金马地区，應向主管機關中華民國內政部移民署申請中華民國臺灣地區入出境許可證（即入臺證）。
- 中華民國臺灣地區入出境許可證樣本
- 2014年簽發的舊版多次中華民國台灣地區入出境許可證
- 2012年簽發的舊版中華民國台灣地區入出境許可證（僅限停留金門地區）內頁

依照現行中華民國憲法及《臺灣地區與大陸地區人民關係條例》規定，大陸地區人民進出中華民國係使用中華民國臺灣地區入出境許可證（即入臺證），而非簽證，且應於入境前即申辦完成並持憑接受證照查驗。中華民國內政部移民署國境移民官原則上不會在中華人民共和國護照或其他由中華人民共和國政府簽發之旅行證件上蓋入出國章戳。不過，從出境紀錄貼紙列印機可以取得「中華民國出境記錄貼紙」，目前僅有出境提供此種貼紙。
- 中华人民共和国护照第43頁（臺灣頁）上的中華民國出境記錄貼紙
- 蓋在中华人民共和国护照上的中華民國出境章。內政部移民署國境移民官原則上不會在中華人民共和國護照蓋章。

#### 在中國大陸居住的大陸地區人民
大陸地區人民來臺從事個人旅遊觀光活動需要由經交通部觀光局核准的臺灣地區旅行社代為申請中華民國臺灣地區入出境許可證（即入臺證）。在中國大陸居住的大陸地區人民申請的入台證同時需要申請大陸地區的出境配額（以大陆地區以外作为出发地，且拥有此出发地所在国家或地區合法居留权者不需要申请）。大陸地區人民入境臺灣地區需持中華民國臺灣地區入出境許可證及大陸居民往來台灣通行證。
2019年7月31日，中華人民共和國文化和旅遊部宣佈：鑑於當前兩岸關係，自8月1日起暫停47個城市大陸居民赴台個人遊試點。這導致居住在中國大陸的大陸地區人民無法透過自由行入境臺灣地區。

#### 旅居海外大陸地區人民
赴國外或港澳留學、旅居國外或港澳取得當地永久居留權、旅居國外或港澳取得當地依親居留權並有等值新臺幣十萬元以上存款且備有金融機構出具之證明或旅居國外或港澳一年以上且領有工作證明及其隨行之旅居國外或港澳配偶或二親等內血親的大陸地區人民可以旅居海外大陸地區人民身分申請赴台觀光。
符合上述條件的旅居海外的大陸地區人民應視向移民署設有駐外服務據點之領務轄區線上申請入台證。旅居於駐墨爾本台北經濟文化辦事處及台北駐日經濟文化代表處橫濱分處之領務轄區者，以線上預約方式申請。旅居於移民署未設有駐外服務據點之領務轄區者，以紙本方式至中華民國駐外使領館、代表處、辦事處或其他經政府授權機構臨櫃申請 
。
旅居海外大陸地區人民應持入台證、尚餘6個月以上效期的中華人民共和國護照及訂妥回程或次一目的地機（船）票或證明，經機場、港口查驗入出境。此外，持入台證的旅居海外大陸地區人民若先返回中國大陸後再赴台灣，或在中國大陸境內轉機赴台灣，須另向中华人民共和国国家移民管理局申請「大陸居民往來台灣通行證」（大通證），有關在中國大陸轉機、過境及入出境規定，請逕洽詢中华人民共和国国家移民管理局 。
大陸地區出生之港澳居民，如屬:
- 1981年（不含）以後來港且未註銷大陸地區戶籍的香港居民；或
- 未註銷大陸地區戶籍的澳門居民；或
- 持有香港特別行政區簽證身份書的香港居民[22]；或
- 持有中華人民共和國澳門特別行政區旅行證的澳門居民；或
- 持有中華人民共和國護照的港澳居民。

視為大陸地區人民，只可循大陸地區人民之途徑辦理入台證。
旅居海外大陸地區人民已取得外國國籍後無法同時滿足旅居國外四年以上且除特殊情況外四年間返回大陸地區之期間每次未逾三十日，又或者在中國大陆以外出生並領用中華人民共和國護照者，視為大陸地區人民，只可循大陸地區人民之途徑辦理入台證。但現實中難以核查對中國大陆以外出生並可同時獲得當地國籍的人士而實際上可直接使用外國護照來台。

### 香港、澳門居民

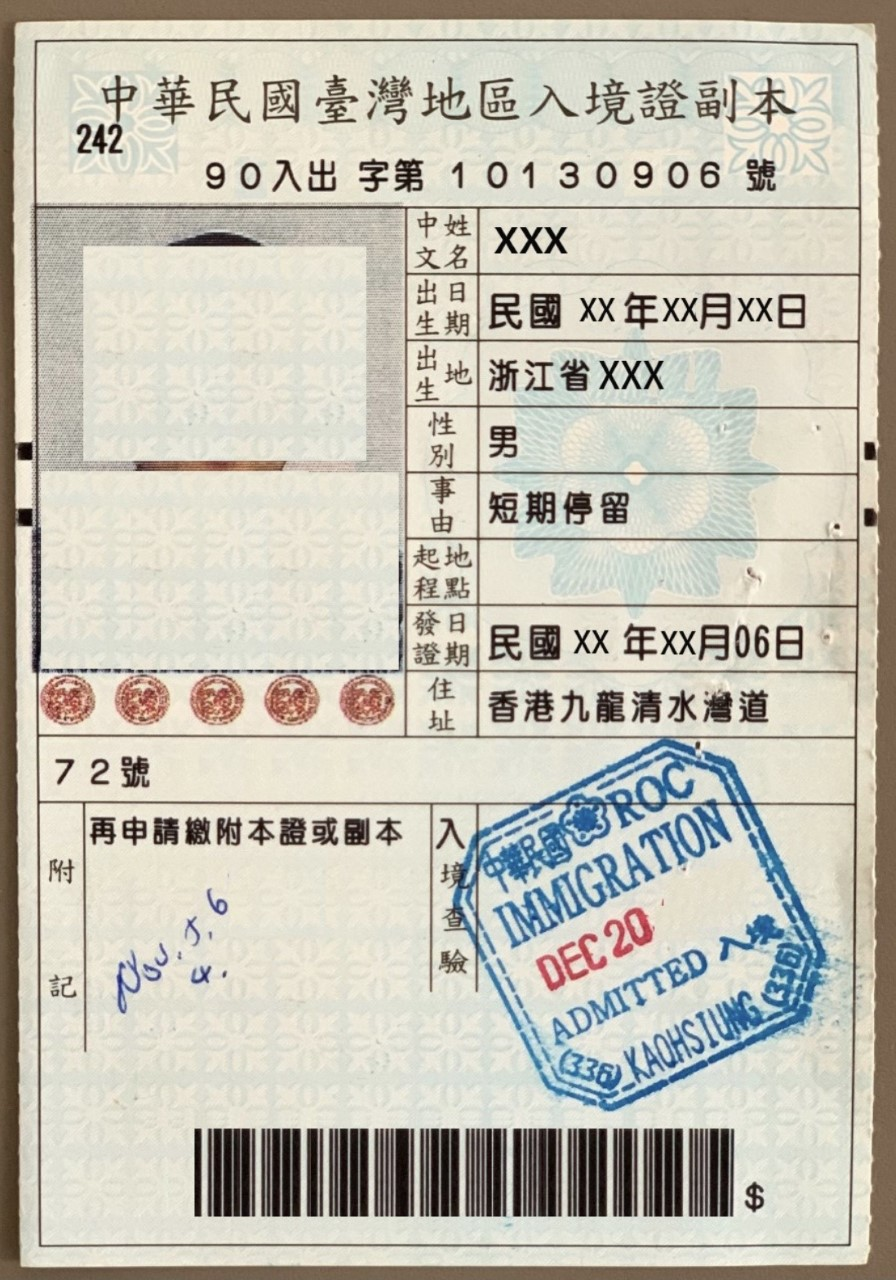
香港和澳門居民之中華民國入境证記錄副本

港澳居民欲入境中華民國，應向主管機關中華民國內政部移民署申請中華民國臺灣地區入出境許可證（即入臺證），并於入境前即申辦完成並持憑接受證照查驗。中華民國國境移民官原則上不會在香港特區護照、澳門特區護照或其他由中華人民共和國政府簽發之旅行證件上蓋入出國章戳。
依中華民國《香港澳門關係條例》規定具有香港居民或澳門居民身份之港澳人士，若持有效香港特區護照、英國國民（海外）護照（BN(O)）或澳門特區護照，則可於前往中華民國時至各口岸移民署辦公櫃檯申請臨時入境許可證，併同所持旅行證件單次進出臺灣地區，最長得停留30天，每次申請費用新臺幣300元，實質上幾等同給予落地簽證待遇。惟若香港、澳門居民持有外國國籍者，除英國國民（海外）護照（BN(O)）持有人及於1999年澳門主權移交前初次取得葡萄牙护照之澳門居民（主權移交签发之护照需经陆委会驻澳机构核验澳门居民身分）兩者之外，均視同外國人，應申辦簽證或以免簽證入境，不得以入台證或臨櫃申辦臨時入台許可方式進入中華民國。此外，非出生于香港或澳门者亦需要同时持有香港身份证或澳門居民身份證和曾以港澳人士身份访问过中华民国的证明文件。他们亦可在前往中華民國前于網路申請免费入臺證。在港澳地区出生者， 目前可凭有效旅行证件， 不必事先申請并取得入臺證， 可直接以落地签证进入臺灣地區。
而非港澳地区出生者，若于1983年以后曾经申請并或得过入臺證，有过入境记录，也不必再次申請入臺證，可以凭移民署电脑记录或护照记录，直接以落地签证方式进入臺灣地區。

### 臺灣地區無戶籍國民

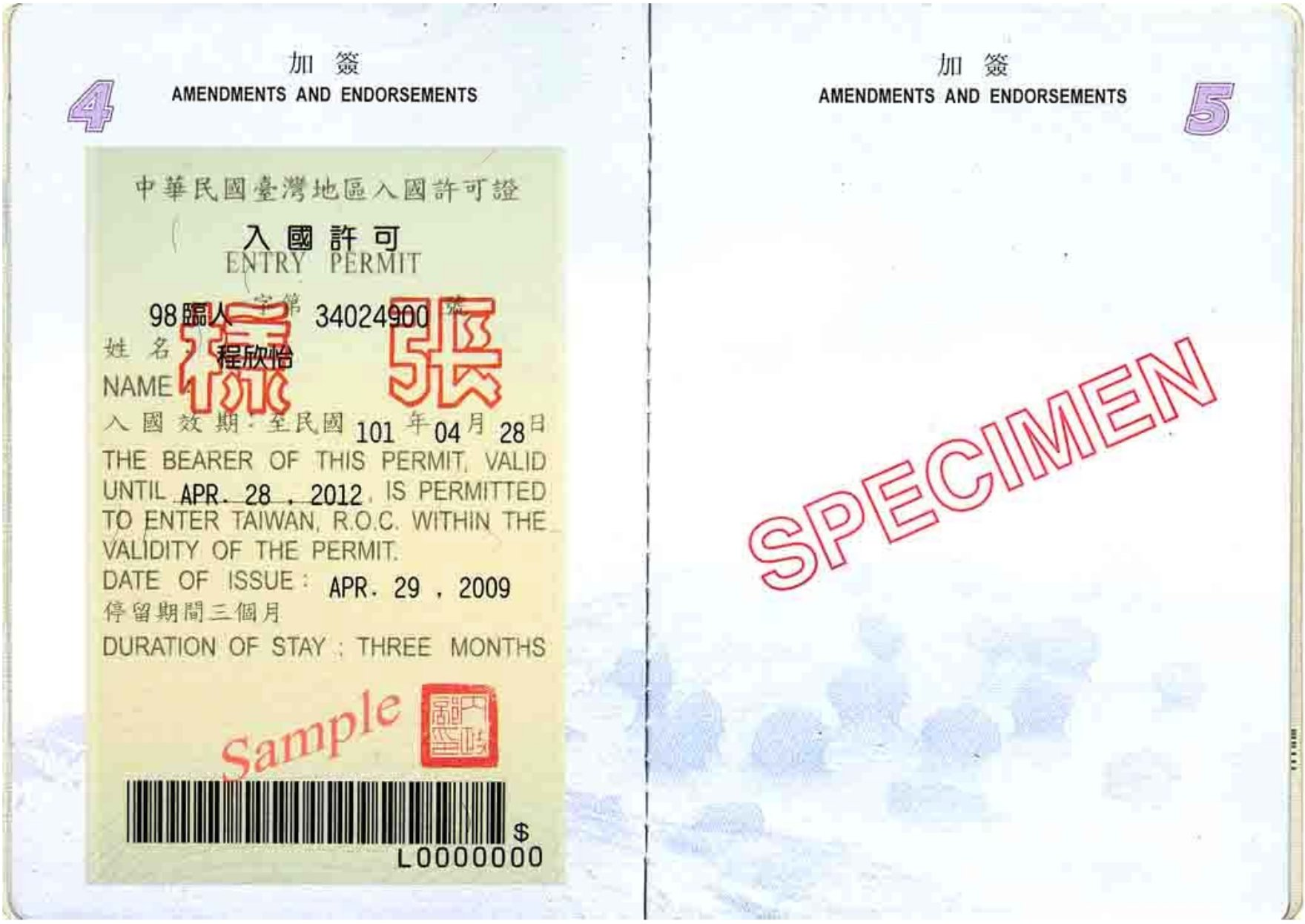
臺灣地區無戶籍國民護照內的臨人字入國許可證（限國外申請），可允許在有效期間內多次進入臺灣地區，每次可停留3個月，之後可再延期3個月

1991年，中華民國政府制定更嚴格的邊境管制措施，限制臺灣地區無戶籍國民進入臺灣地區以及領取身分證。
根據2023年6月《入出國及移民法》修法前的規定，臺灣地區無戶籍國民持有中華民國護照進入臺灣地區，必須要在駐外館處申請臨人字入國許可證，或持有居留證，或取得僑務委員會背書或批准，或是已註記持有F-2或F-5居留簽證的韓國外國人登錄證。2023年6月，《入出國及移民法》完成修法，自2024年1月起，持有有效中華民國護照的無戶籍國民「預定臨時入國停留三個月內出國，且備有我國有效護照及訂妥回程或次一目的地之機、船票者，得免申請入國許可」，但不得像持有有效臨人字號入國許可證的無戶籍國民般於三個月停留期限屆滿前得申請延期停留一次。

## 其它簽證

### 簽證註記欄代碼表
簽證持證人應從事與許可目的相符之活動。
| 註記代碼 | 註記事由或身分 |
| -------- | --- |
| A        | 1. 應聘(白領聘僱、中階技術人力)、投資、經依公司法認許之外國公司負責人 2. 履約 3. 外國文化藝術團體來台表演事由或身分 |
| B        | 商務、考察 |
| P        | 觀光、訪問、探親 |
| DC       | 1. 駐台使領館外交、領事官及其眷屬 2. 駐台政府間國際組織外籍官員及其眷屬                                             |
| FO       | 駐台機構人員及其眷屬                                                                                                |
| FD       | 駐台機構聘僱之人員及其眷屬                                                                                          |
| EN       | 創業家 |
| ER       | 急難救助 |
| ES       | 尋職 |
| IM       | 參加國際會議、商展或其他活動                                                                                        |
| FS       | 外國留學生 |
| FC       | 僑生 |
| FR       | 研習 |
| FT       | 實習、代訓 |
| FL       | 受僱(藍領聘僱)、移工                                                                                                |
| R        | 傳教、弘法 |
| TS       | 在台有戶籍國民之外籍配偶                                                                                            |
| TC       | 在台有戶籍國民之外籍未成年子女                                                                                      |
| OS       | 在台無戶籍國民之外籍配偶                                                                                            |
| OC       | 在台無戶籍國民之外籍未成年子女                                                                                      |
| HS       | 港、澳居民之外籍配偶                                                                                                |
| HC       | 港、澳居民之外籍未成年子女                                                                                          |
| SC       | 大陸地區人民之外籍配偶                                                                                              |
| CC       | 大陸地區人民之外籍未成年子女                                                                                        |
| SF       | 外國人之外籍配偶 |
| CF       | 外國人之外籍未成年子女                                                                                              |
| J        | 國際交流 |
| V        | 志工 |
| O        | 執行公務 |
| T        | 過境 |
| TR       | 停留改居留 |
| VF       | 免簽改停留 |
| VL       | 落簽改停留 |
| WH       | 度假打工 |
| X        | 其他 |
| M        | 醫療 |

## 针对特定国家的簽證要求
以下国家的國民只有在符合下列条件之一的情况下才能访问中华民国台湾地区：
1、受到中华民国政府机构的邀请。
2、参加以“宗教、体育或文化交流”为目的的国际会议或活动，并受到台湾相关组织的邀请。
3、有在台湾地区具有合法居留身份的受抚养人（配偶、直系亲属或仅兄弟姐妹）。
4、在台湾地区从事经济或商业活动，陪同的配偶和子女也可以获得访问签证。
5、停靠在台湾的外国船只的海员。
6、正在台湾地区接受医疗。
此外，因公赴台者必须接受台湾驻外机构官员的面试，其在台的担保人必须提供担保。
标有*的国家也可以申请旅游签证，申请商务签证时无需提供台湾担保人的担保。
| - 阿富汗 - 阿尔及利亚 - 不丹* - 喀麦隆 - 伊拉克 | - 尼泊尔 - 尼日尔 - 奈及利亞 - 巴基斯坦 - 塞内加尔 - 斯里蘭卡* - 叙利亚 |

此外，上述要求也适用于印度身份证持有者。

### 腳註
1. ↑  . 外交部領事事務局. 2024-11-29  [2024-12-09]. （原始内容存档于2018-12-16）.
2. ↑  免签证政策仅适用于英国公民。英国国民（海外）（出生于中国大陆以外的），需要申请落地签证。但英国海外领土公民则需要签证。
3. ↑  外交部領事事務局. . 外交部領事事務局. 2017-07-10  [2023-05-27]. （原始内容存档于2023-05-27）.
4. ↑  .   [2017-09-13]. （原始内容存档于2016-10-19）.
5. ↑  林扁. . FlyAsia. 2024-02-05  [2024-08-07]. 原始内容存档于2024-07-17 （中文（香港））.
6. ↑  . 外交部領事事務局. 2022-10-13  [2023-02-13]. （原始内容存档于2023-06-15）.
7. 1 2 3 4  . 外交部領事事務局. 2024-11-29  [2018-12-16]. （原始内容存档于2018-12-09）.
8. ↑  . 外交部領事事務局.   [2024-12-09]. （原始内容存档于2019-05-02）.
9. ↑  須提供有效申根簽證（或居留證）、有效美國居留證或效期逾180天之美國簽證。
10. ↑  . 我的E政府.   [2023-08-18]. （原始内容存档于2023-08-18）.
11. ↑   （页面存档备份，存于）取消菲律賓國民申辦免簽證入境我國（連結至領務局網頁）
12. ↑  歡迎外國人來台打工度假　外交部推英文單一網站 （页面存档备份，存于） 東森新聞 2017.5.5
13. ↑  
List of partner countries （页面存档备份，存于） Working holidays in Taiwan
14. ↑  海外打工度假增加荷蘭 明年4月上路 （页面存档备份，存于） yahoo新聞 2019.12.16
15. ↑  .   [2023-06-04]. （原始内容存档于2023-06-04）.
16. ↑  入出國事務組‧陸務科. . 中華民國內政部移民署.   [2024-02-08]. （原始内容存档于2023-11-05）.
17. ↑  海峽兩岸旅遊交流協會. . 中華人民共和國文化和旅遊部. 2019-07-31  [2019-07-31]. （原始内容存档于2019-07-31）.
18. ↑  海峽兩岸旅遊交流協會. . 中華人民共和國國家移民管理局. 2019-07-31  [2019-07-31]. （原始内容存档于2020-11-05）.
19. ↑  法務部全國法規資料庫工作小組. . 法務部全國法規資料庫工作小組.   [2024-02-08]. （原始内容存档于2021-04-21）.
20. ↑  內政部移民署. . 中華民國數位發展部.   [2024-02-08]. （原始内容存档于2024-02-08）.
21. 1 2  中華民國外交部. . 中華民國外交部.
22. ↑  林扁. . FlyAsia. 2022-11-28  [2023-09-18]. （原始内容存档于2023-10-07） （中文（臺灣））.
23. ↑  林扁. . FlyAsia. 2023-02-20  [2023-09-18]. （原始内容存档于2023-10-06） （中文（臺灣））.
24. ↑  , Taipei Times, 2011-09-20  [2011-12-21], （原始内容存档于2011-12-01）
25. ↑   (PDF), National Immigration Agency, 2011-03-18  [2011-12-21], （原始内容 (PDF)存档于2014-01-28）
26. ↑  內政部移民署. . 內政部移民署全球資訊網. 2023-12-28. （原始内容存档于2023-12-30） （中文（臺灣））.
27. ↑  自由時報電子報. . news.ltn.com.tw. 2014-07-17  [2023-08-03]. （原始内容存档于2023-08-03） （中文（臺灣））.
28. ↑  . lis.ly.gov.tw.   [2023-08-03]. （原始内容存档于2023-08-03）.
29. ↑  外交部領事事務局. . 外交部領事事務局. 2017-07-10  [2023-05-27]. （原始内容存档于2023-05-27）.
30. 1 2  . Bureau of Consular Affairs. 31 July 2017  [19 September 2018]. （原始内容存档于2023-03-27）.